# Geoff Duke
Pour les articles homonymes, voir Duke.
Geoffrey Ernest Duke OBE est un pilote de moto britannique né le 29 mars 1923 à St Helens et mort le 1er mai 2015  à Douglas sur l'île de Man. Il a été six fois champion du monde de moto entre 1951 et 1955. Il courut pour plusieurs marques NSU, Norton, Benelli ou BMW

## Biographie
Geoff Duke est né dans le Lancashire en mars 1923. Il débute à moto en 1949 où il devient rapidement une figure légendaire. Il gagne en effet dès 1950 sur une Norton puis il remporte le titre 500 cm3 et de 350 cm3. Puis en 1953 il part en Italie chez Gilera, où il est rémunéré, ce qui lui vaut une suspension de six mois pour professionnalisme. Il remporte le titre trois années de suite en 500 cm3. Puis la suspension l'empêche de réaliser le quadruplé, mais il met à profit sa suspension pour passer à l'automobile en compagnie de Peter Collins. Il participe aux 12 Heures de Sebring, où il abandonne. Il met progressivement un terme à sa carrière à la fin des années 1950 après s'être blessé à plusieurs reprises. Il crée ensuite le Team Duke qui concourt dans les années 1960. Il a un fils, Peter, qui fonde Duke Video (en) et se fait un nom dans la production de documentaires sur les sports mécaniques.

## Rapport particulier entre Duke et le Tourist Trophy
Si on peut associer Duke à une course, c'est bien au Tourist Trophy qu'on peut le faire. Il fut le premier à dépasser les 160 km/h de moyenne au tour, soit 100 miles/h. Il se fait remarquer sur cette course en étant le premier à porter une combinaison en cuir fabriquée par un tailleur local. Il est associé à plusieurs virages qui portent son nom. Enfin il est nommé « sportif britannique de l'année 1951 ». Il est aussi connu pour sa rivalité avec John Surtees à la fin de sa carrière.

## Palmarès
Six fois champion du monde :
- deux titres en 350 cm3, en 1951, 1952
- quatre titres en 500 cm3, en 1951, 1953, 1954, 1955

## Carrière

### Avant 1950
Première participation à une course sur l'Ile de Man en 1948 pour le Manx Grand Prix, il abandonne après 4 tour lors de la Junior Race. Il obtient ses premiers résultats majeurs l'année suivante en 1949, année où il termine second de la course Junior et remporte la course Senior (signant le record du tour et la meilleure vitesse moyenne). Il remporte la même année le "Senior Clubman TT".

### 1950
Grâce à ses résultats au Manx Grand Prix, Geof Duke signe l'année suivante avec la marque Norton en championnat du monde moto 350 cm3 et en 500 cm3.

#### Championnat du monde500cm3
Duke remporte sa première victoire en championnat du monde moto lors de la première épreuve de la saison le Tourist Trophy sur l'Ile de Man. Il devient ainsi le premier pilote à remporter un grand prix lors de sa première course. Il signe le meilleur tour. L'équipe Norton signe un triplé pour ce premier rendez-vous (Geof Duke, Artie Bell, Johnny Lockett). Curiosité : il est un des premiers pilotes moto à porter une combinaison de cuir d'une seule pièce.
Les Norton abandonnerons sur problème pneumatique lors du Grand Prix de Belgique (Duke signera tout de même le meilleur tour en course). Nouvel abandon lors du Dutch TT cette fois-ci sur chute (sans gravité). Il termine 4e du Grand Prix de Suisse.
Duke signe sa deuxième victoire de la saison lors de l'Ulster GP (victoire et meilleur tour en course). À noter qu'à partir de ce grand prix, l'écurie Norton change d'équipementier pneumatique et passe de Dunlop à Avon.
Il gagnera la sixième et dernière course de la saison, le Grand Prix des Nations en Italie.
Geoff Duke échoue à la seconde place du championnat pour un point seulement (pour sa première saison) et doit s'incliner face à Umberto Masetti